# Monika Hamann (Bildhauerin)

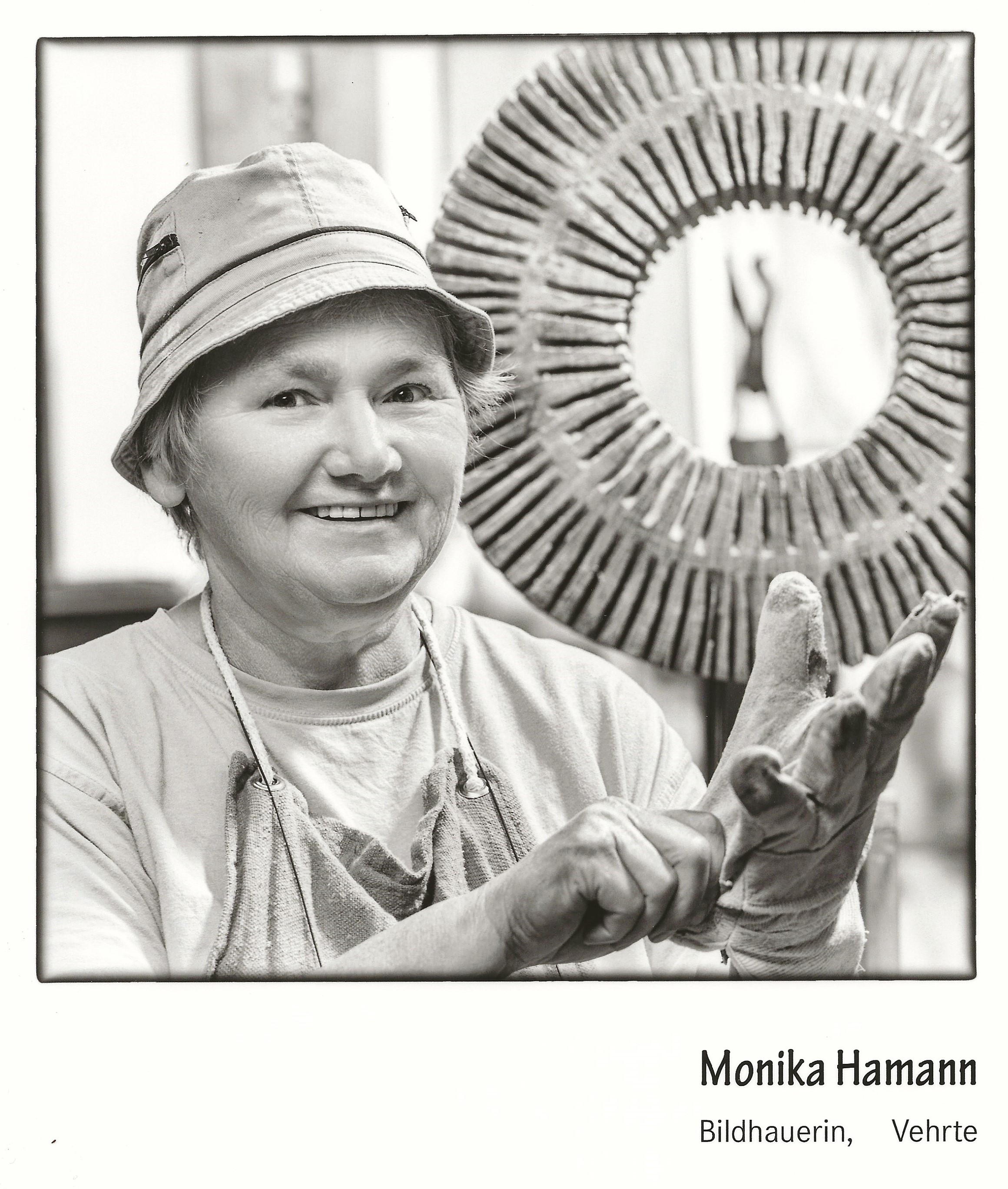
Monika Hamann

Monika Hamann (* 5. Oktober 1948 in Jena) ist eine deutsche Bildhauerin.

## Leben
Monika Hamann erwarb 1967 an einer Erweiterten Oberschule in Jena das Abitur mit Berufsabschluss als Mechanikerin. Von 1968 bis 1972 studierte sie an der Fachschule für Angewandte Kunst Heiligendamm im Fach Industriedesign und Innenarchitektur. In dieser Zeit lernte sie den Bildhauer August Martin Hoffmann kennen, er arbeitete mit ihr an verschiedenen Plastiken. Von 1973 bis 1976 arbeitete sie in Berlin-Bohnsdorf als Innenarchitektin im VEB Kunstschmiede Berlin. Von 1976 bis 1981 studierte sie im Fach Bildhauerei an der Kunsthochschule Berlin-Weißensee. Ihre Lehrer waren Karl-Heinz Schamal, Siegfried Krepp, Friedrich B. Henkel, Wilfried Fitzenreiter und Lutz Holland. 1981 nahm sie in Polen am Bildhauer-Pleinair in Oronsko teil. 1982 erhielt sie in Frankfurt/Oder den Preis der Ausstellung Junge Künstler der DDR. Von 1983 bis 1986 war sie Meisterschülerin an der Akademie der Künste der DDR bei Wieland Förster. Sie war Mitglied des Verbands Bildender Künstler der DDR.
Als Meisterschülerin durfte sie Kunsteinrichtungen im damaligen West-Berlin besuchen. Sie nutzte die Gelegenheit zur Flucht in den Westen und arbeitete freiberuflich in West-Berlin. In dieser Zeit wurde ihr eine Gastprofessur an der Hochschule der Künste in Berlin (West) übertragen. 1988 reiste sie durch ein Künstlerstipendium nach Italien und nutzte diesen Aufenthalt in der Villa Serpentara in Olevano Romano bei Rom für ihr künstlerisches Schaffen bis 1992. Es schlossen sich noch eine Vielzahl internationaler Künstlerstipendien in anderen europäischen Ländern an. Danach fühlte sie sich berufen, als Designerin und Architektin im wiedervereinigten Berlin und in Strausberg neue Gesellschafts- und Industriebauten zu planen und zu bauen. Diese Architektenarbeit währte bis 2001. Eine Anstellung als Designerin im Atelier von Volker-Johannes Trieb in Osnabrück ließ sie 2001 eine neue Schaffensstätte in Niedersachsen wählen. Monika Hamann schuf sich parallel dazu seit 2001 in Belm bei Osnabrück ein eigenes Atelier. 2009 beteiligte sich M. Hamann mit V.-J. Trieb an der Aktion Feldzeichen zu Friedenszeichen im Raum Osnabrück.
Sie ist Mutter eines Sohnes. Arbeiten im öffentlichen Raum sind in Kiel (Landesregierung), Bad Blankenburg (Kurpark), Georgsmarienhütte (Kurpark) und in der Toskana, in Bulgarien und in Montenegro aufgestellt.

## Werkbeispiele
Plastik
- 1981 Arbeiterporträt (Porträtbüste, Bronze; Kunstarchiv Beeskow)

- 1981 Traumtänzer, tänzelnd stehender männlich Akt, GVK-Figur, 190 cm
- 1983 Michael, männliche Kopfbüste, Gips
- 1987 Sitzender männlicher Akt
- 1987 Sitzende weiblicher Akt (Kleinbronze)
- 1987 Weiblicher Körper, Figur ist ein Körpergerüst, Bronze, 20 cm
- 1987 Wollust, rückenliegend aufbäumender weiblicher Akt, Rom, Bronze
- Denker, Komposition, Orbusko in Polen, Sandstein, 120 × 130 × 130
- Goldenes Paar auf Stahlprofil, Bronze, durch Wachstechnik geformt, 30 × 30 × 20 cm
- 2013 ICH WAR DA, Hommage zum 100. Geburtstag an AMH, Bronze
- 2014 Boot mit menschliche Figuren, Bronze

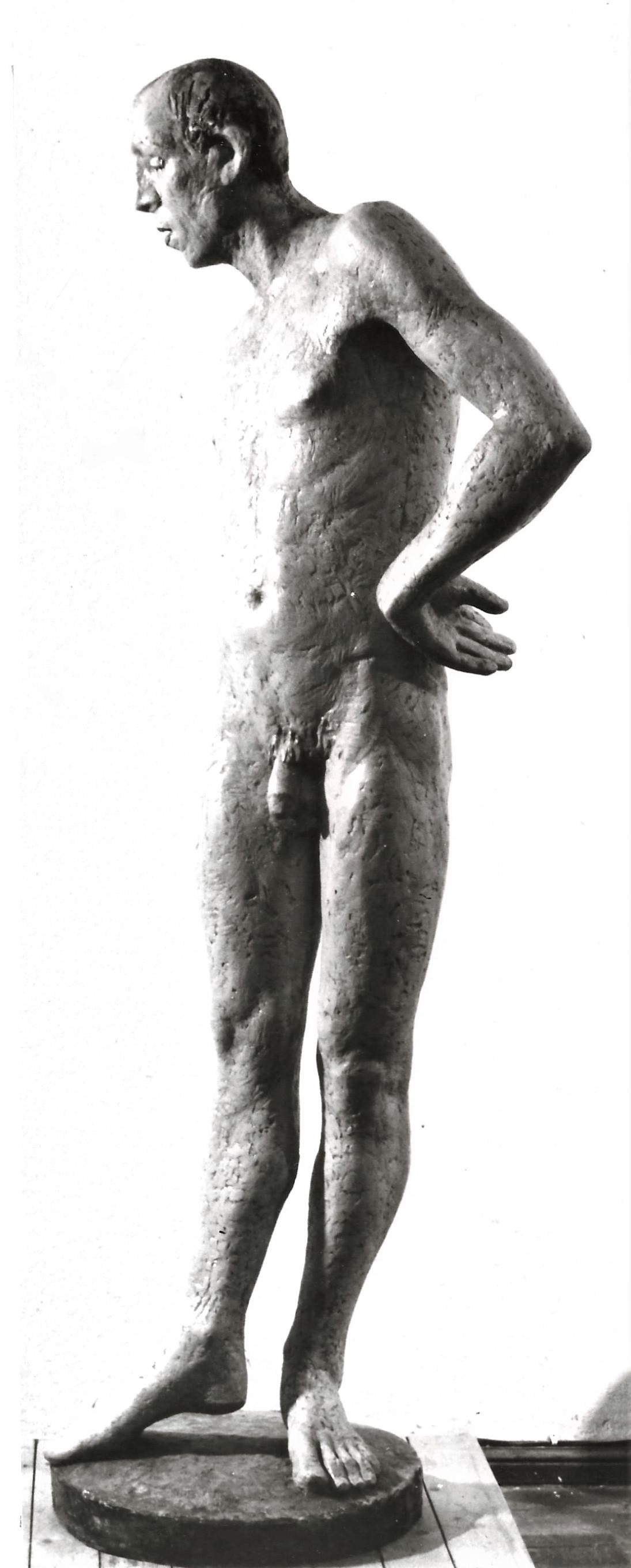
Traumtänzer, GVK - Figur
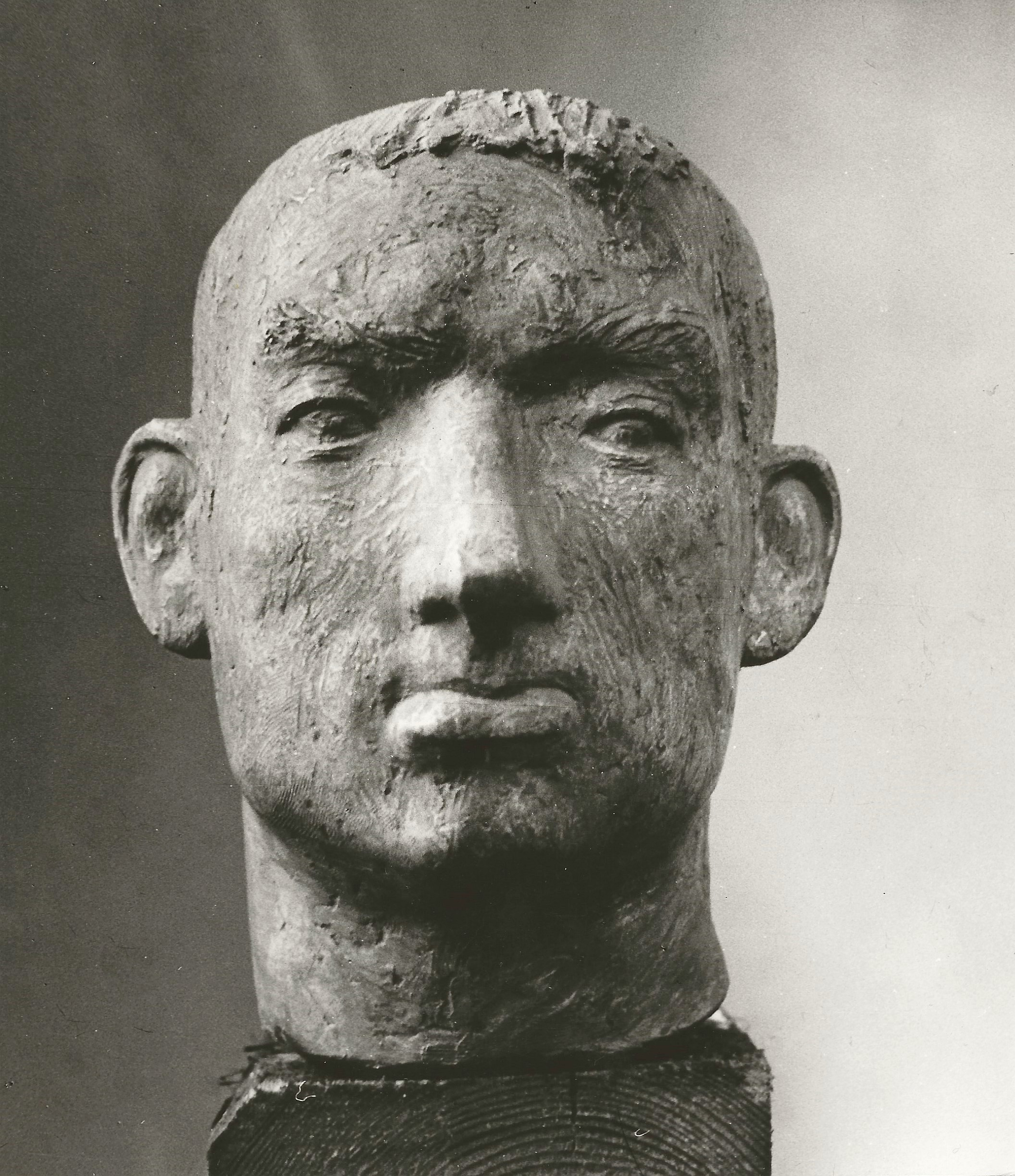
Michael, Kopf aus Gips
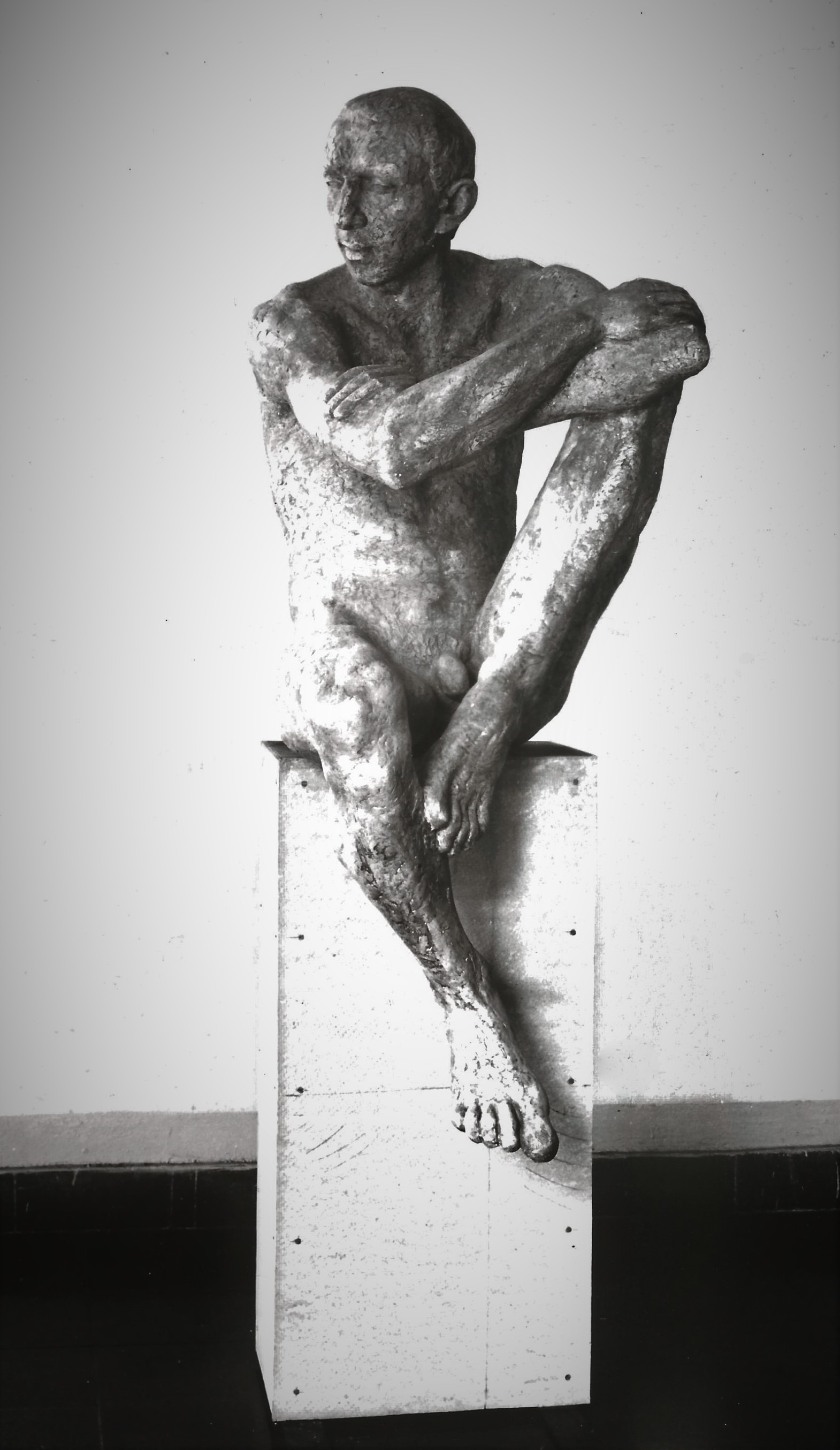
Sitzender männlicher Akt
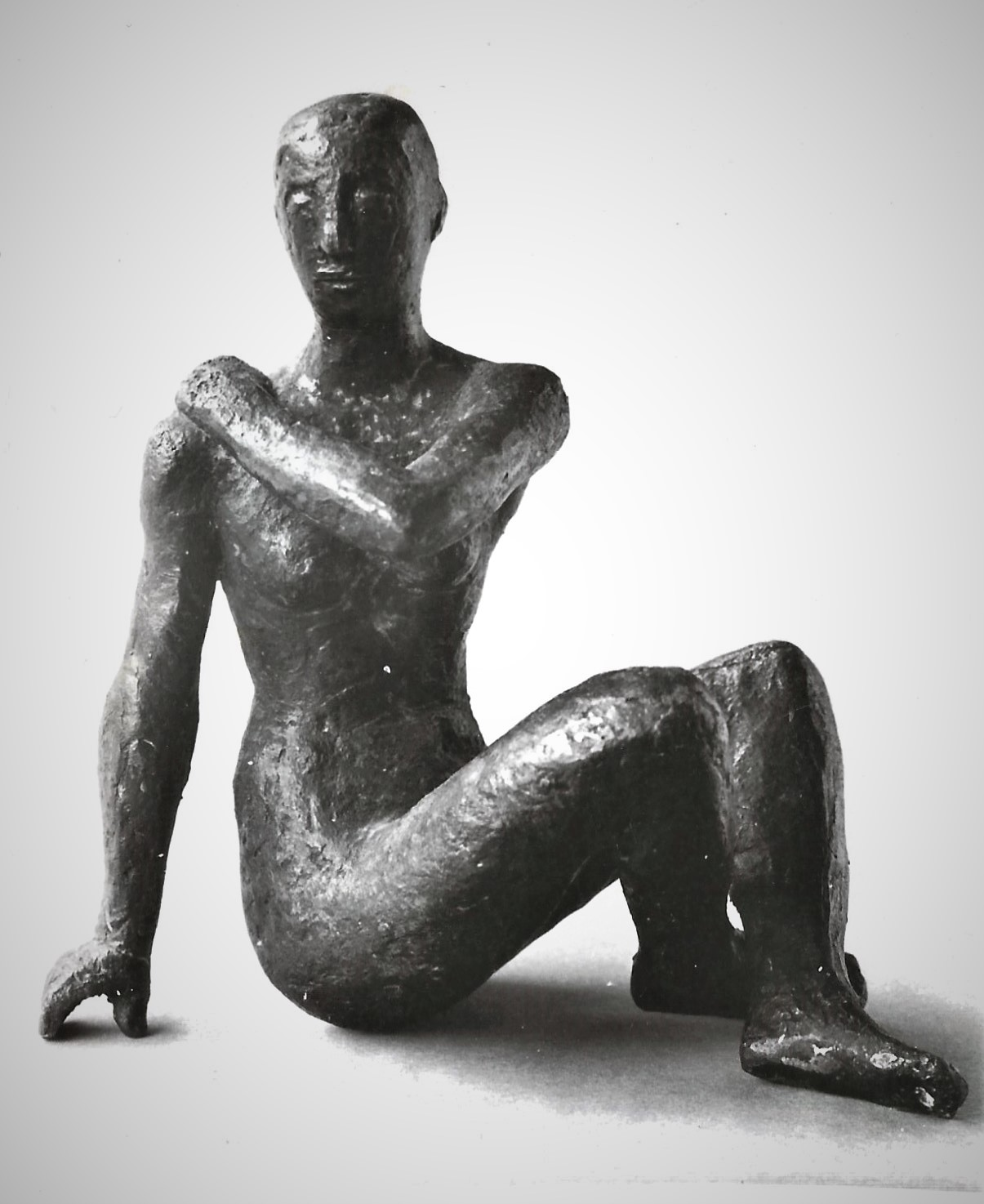
Sitzender weiblicher Akt
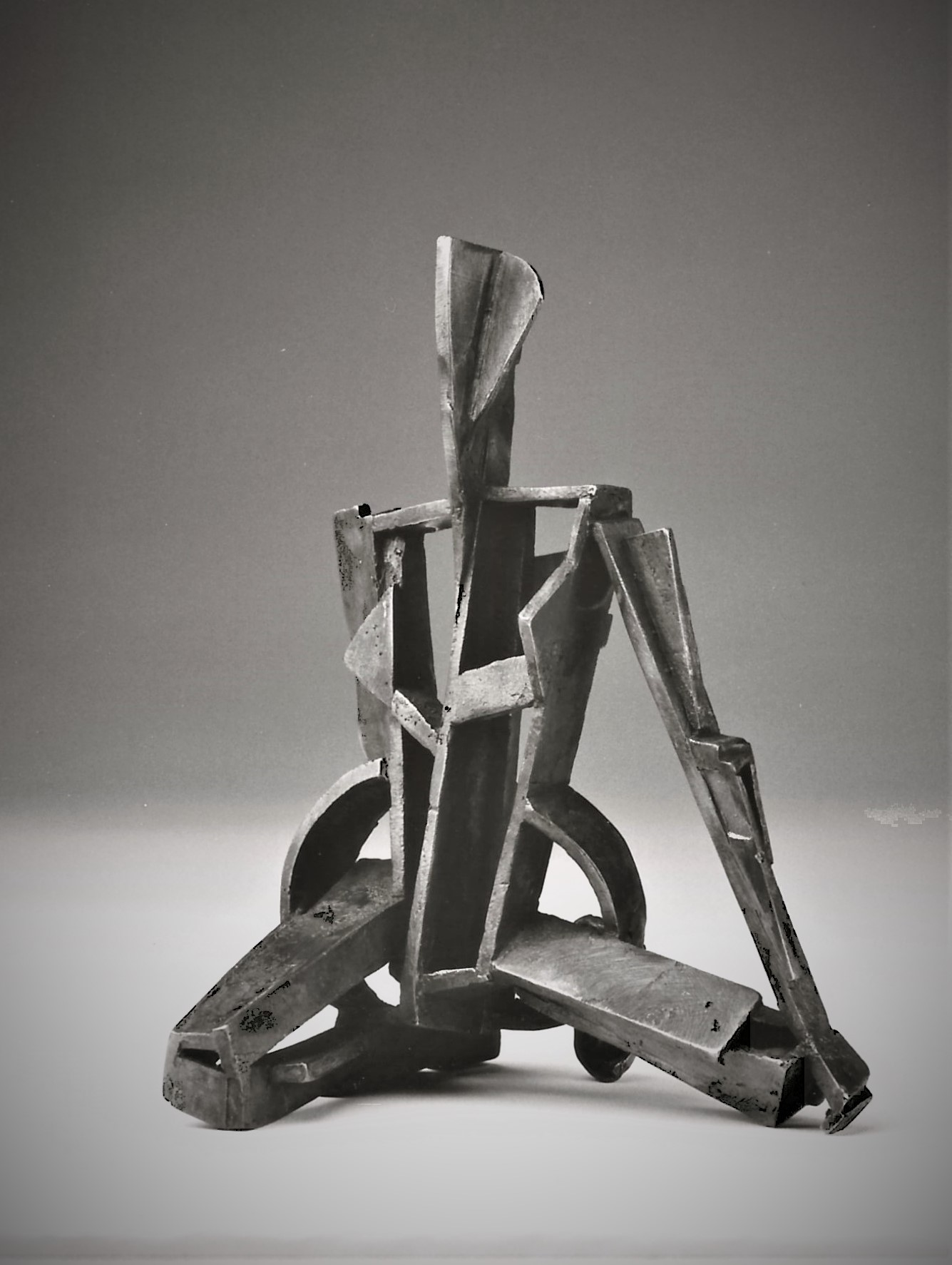
Weibliches Körpergerüst
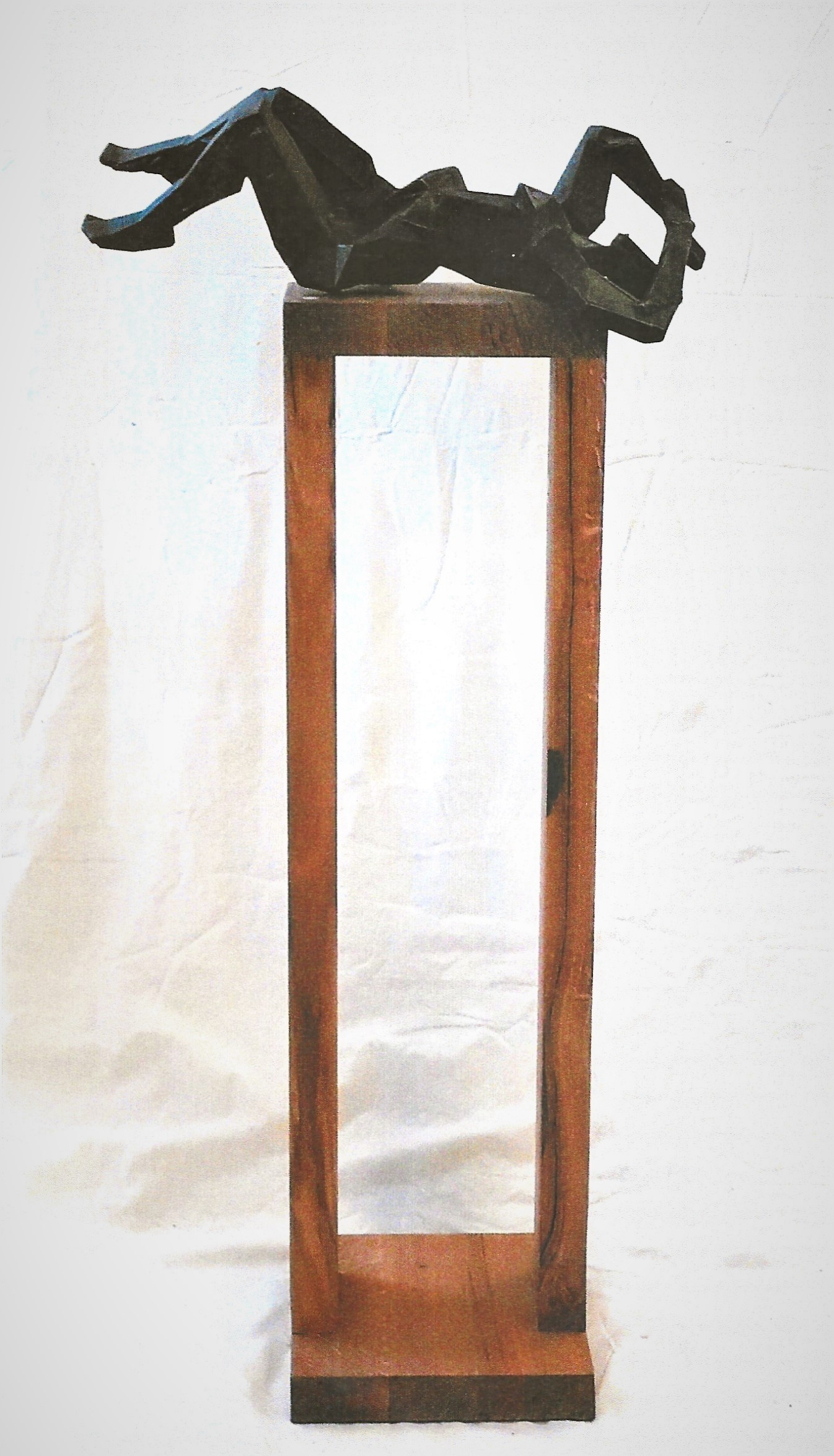
Wollust, Bronze
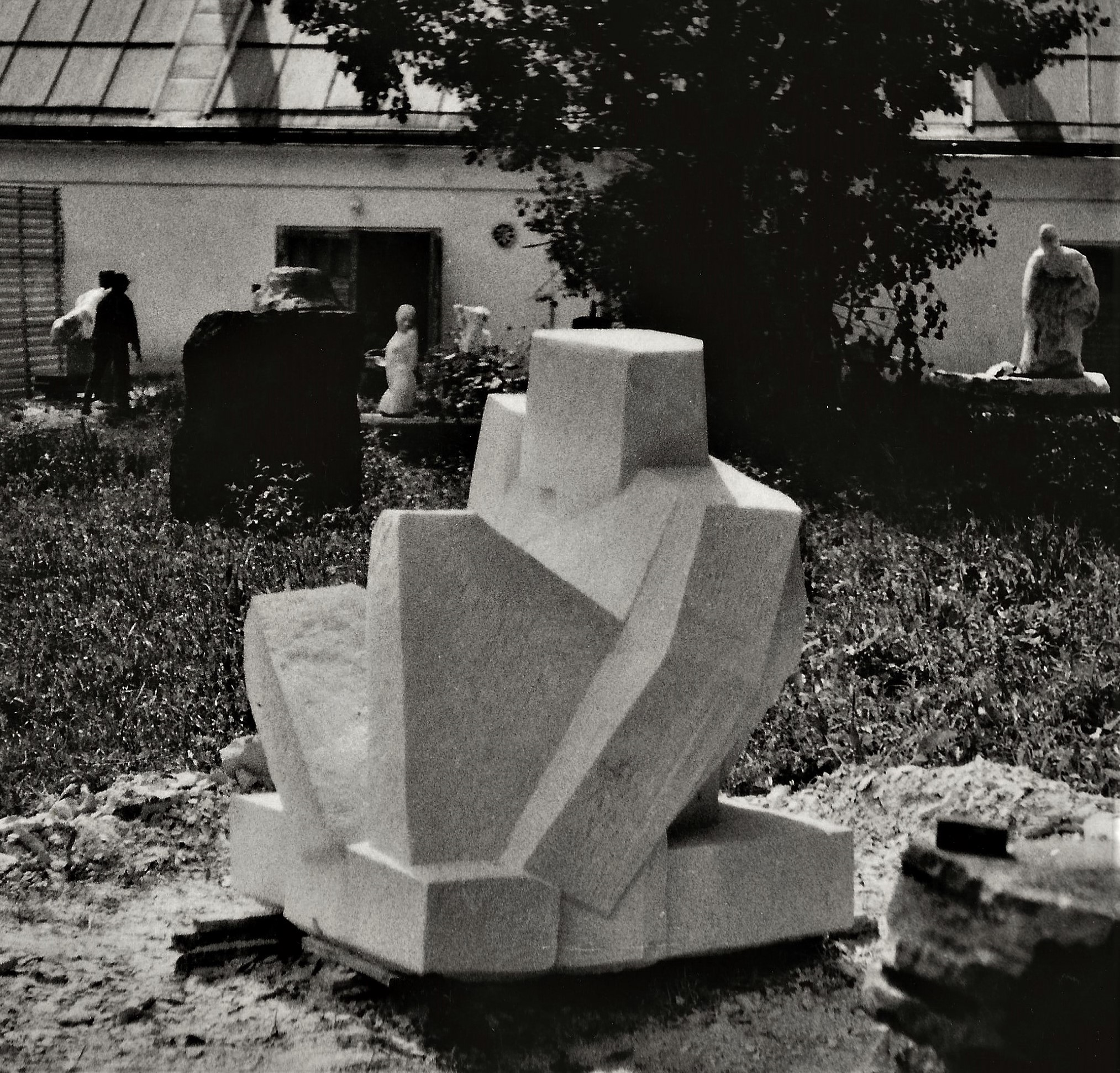
Denker, Sandstein
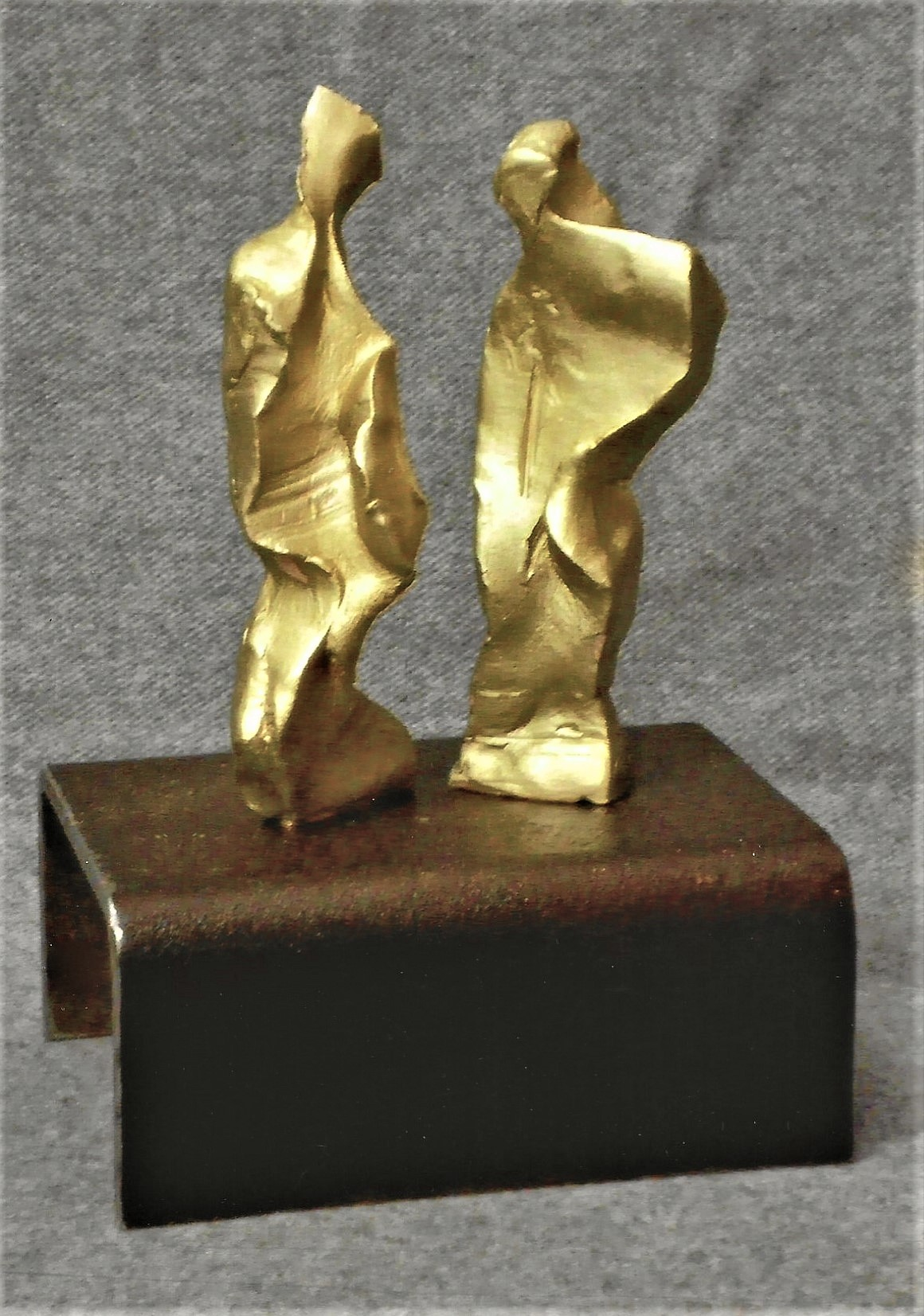
Goldenes Paar, Bronze
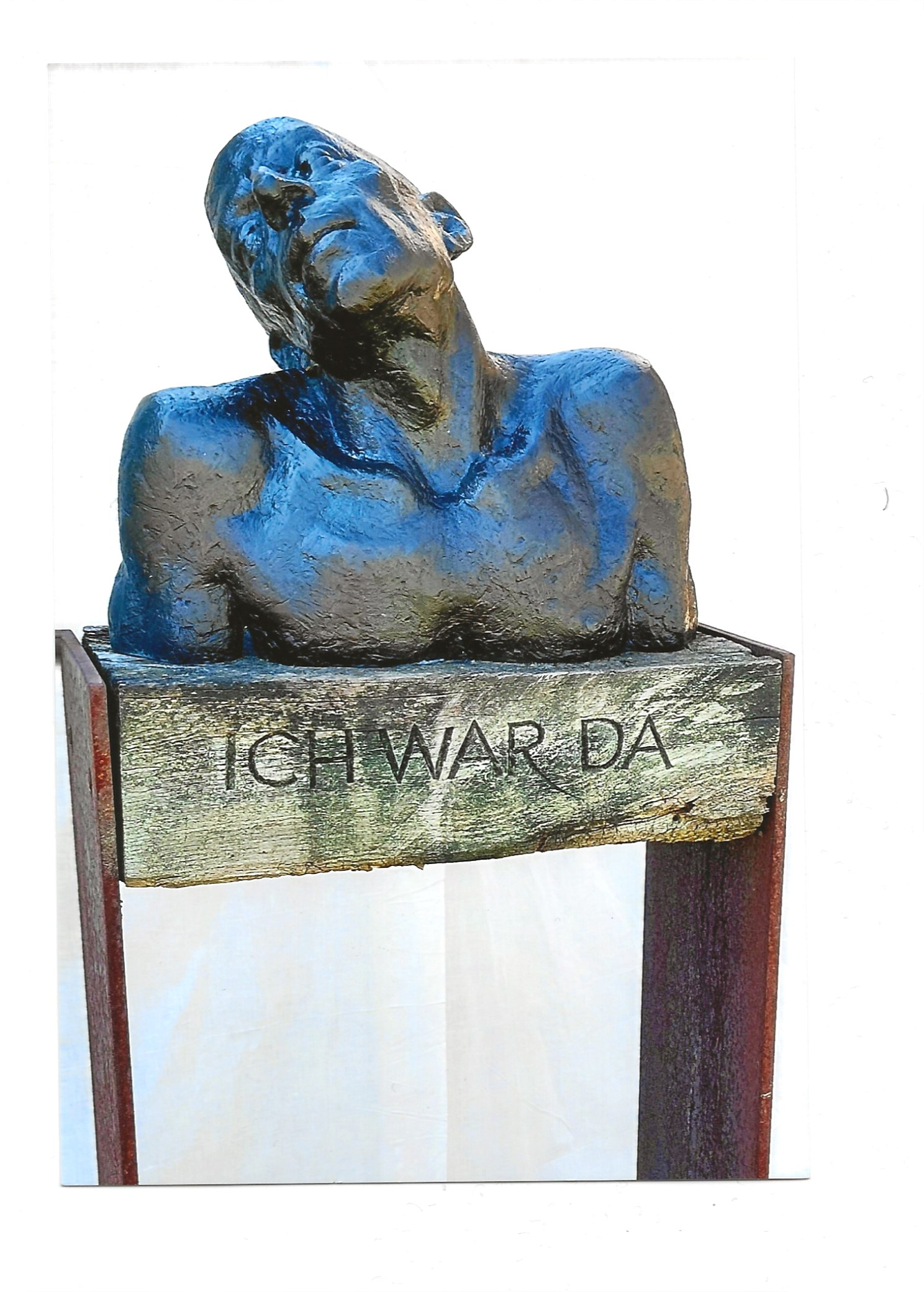
ICH WAR DA, Hommage an AMH
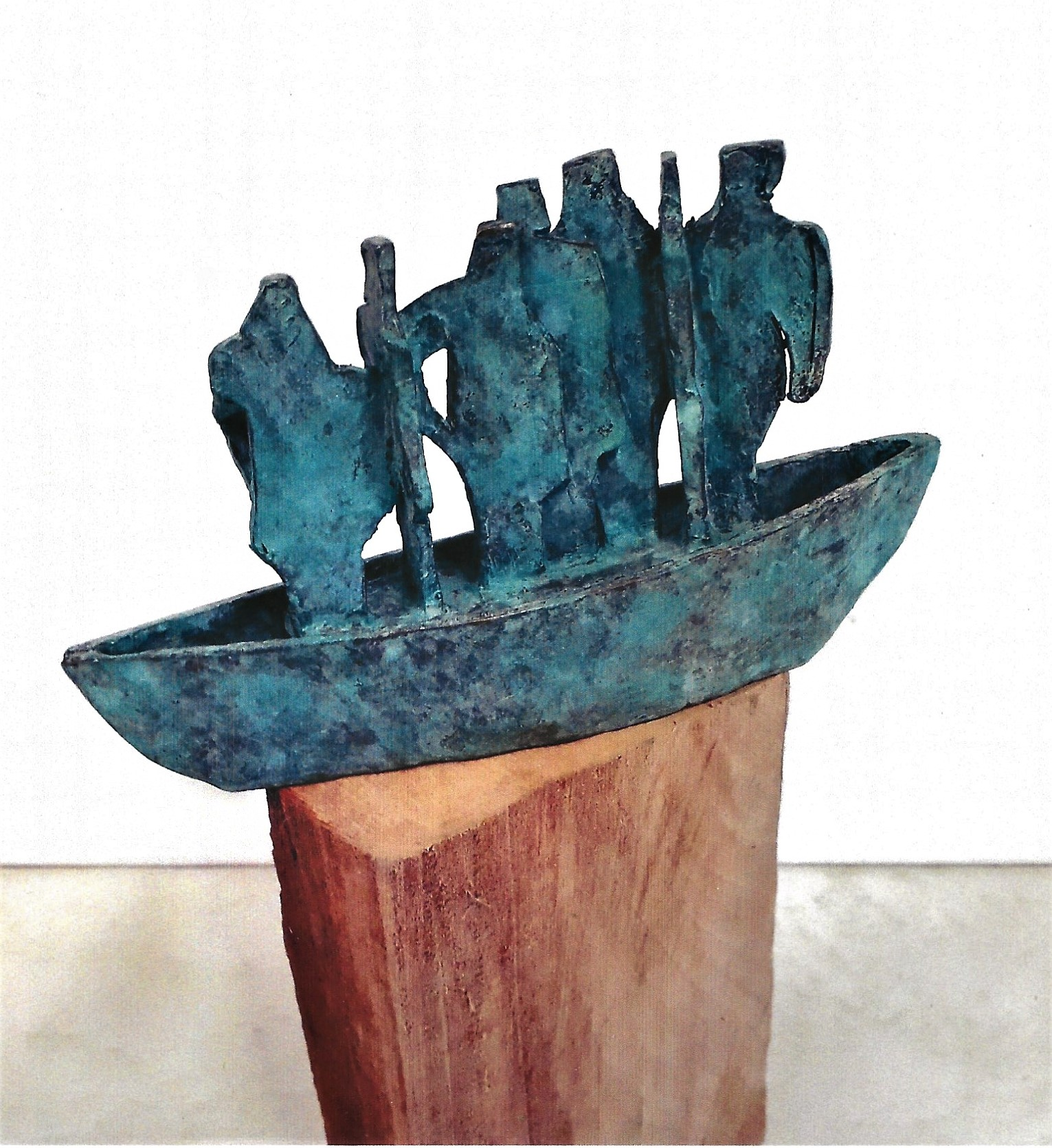
Boot mit menschlichen Figuren

Holzplastik
- Fußballer und Mädchen, weiß bemaltes Holz, 20 × 20 × 60 cm
- Rudergaleere, Holz geschnitzt, 200 × 40 × 30 cm
- Stammbaum, Familie auf Stämmen darunter Säulen 100 × 40 × 40 cm

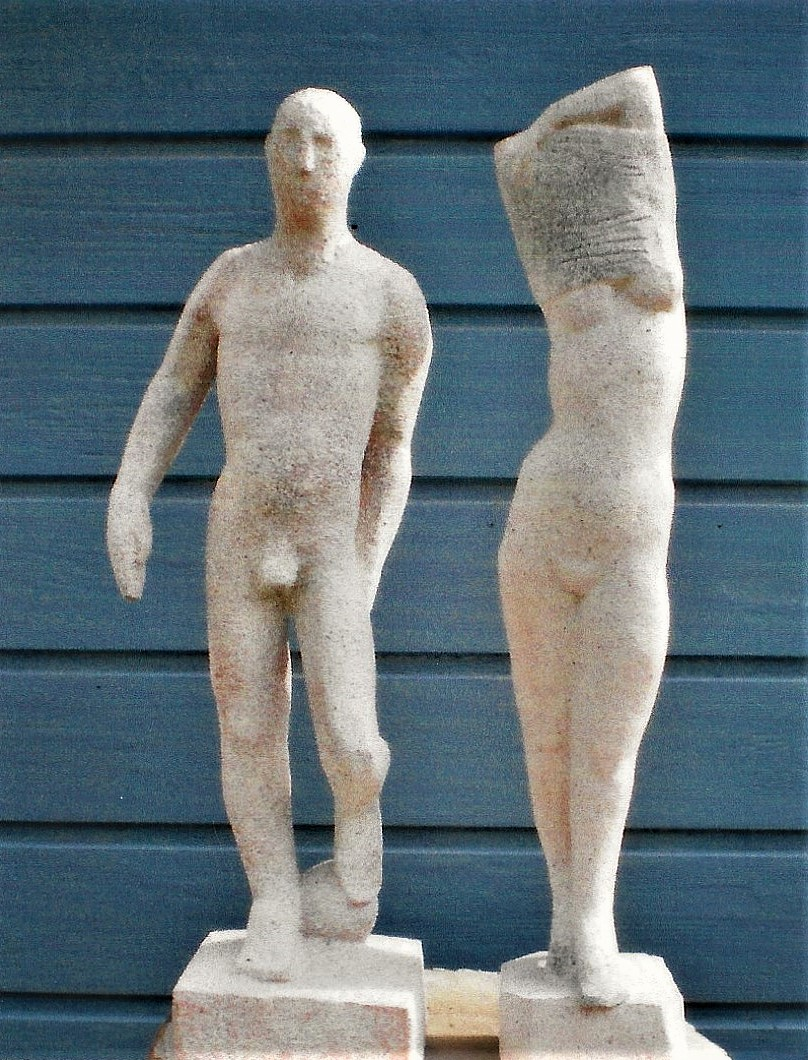
Fußballer mit Mädchen
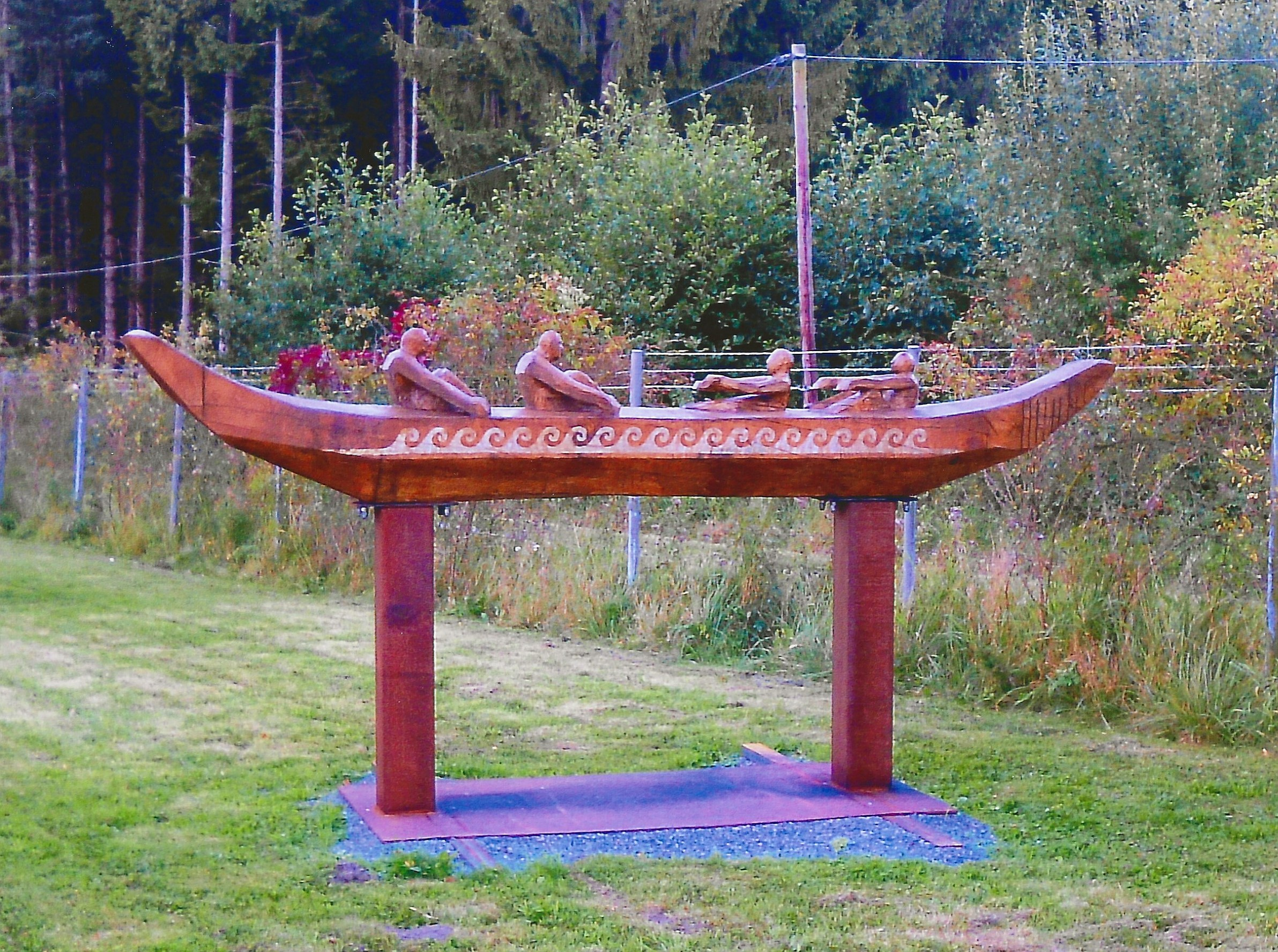
Rudergaleere
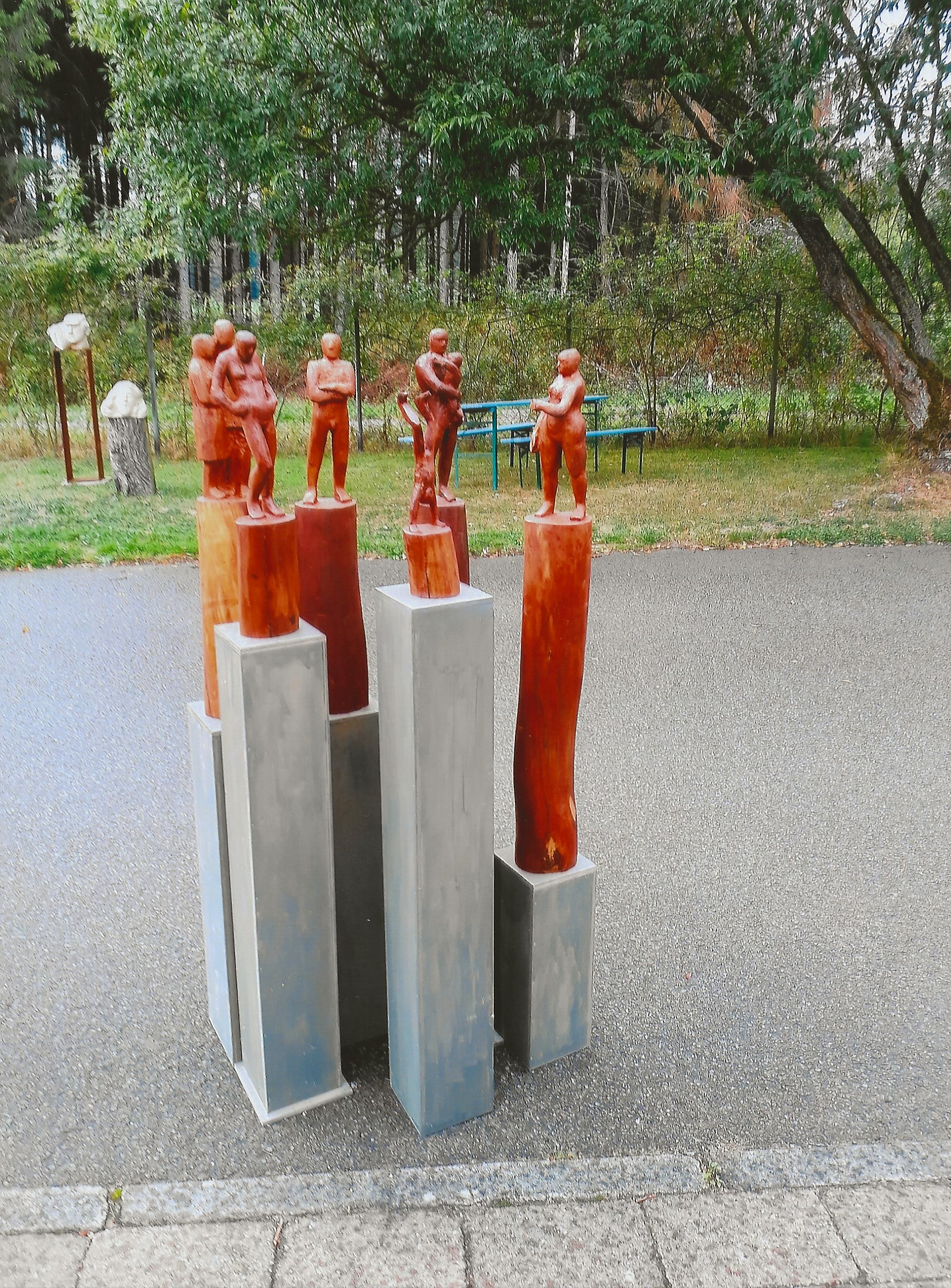
Stammbaum, Holz

Skulptur
- 2019 Vergoldete Schlinge, Gips, 30 × 30 × 15 cm
- Holzspirale, 100 × 100 × 40
- 2021 Scheibe auf drei Stahlstützen, Holz Naturfarbe, Durchmesser 35 cm
- 2021 Scheibe mit zwei Stützen, Holz

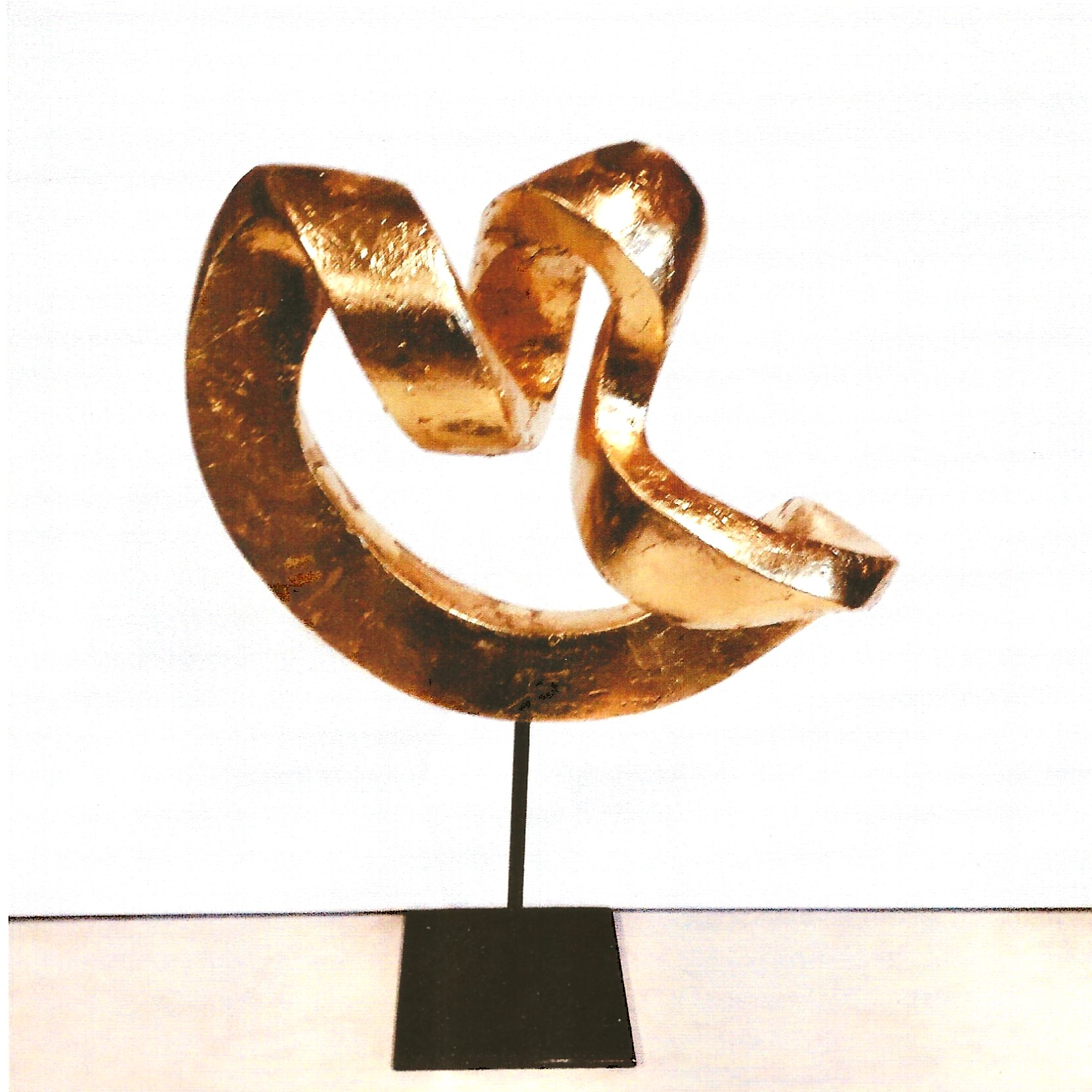
Vergoldete Schlinge
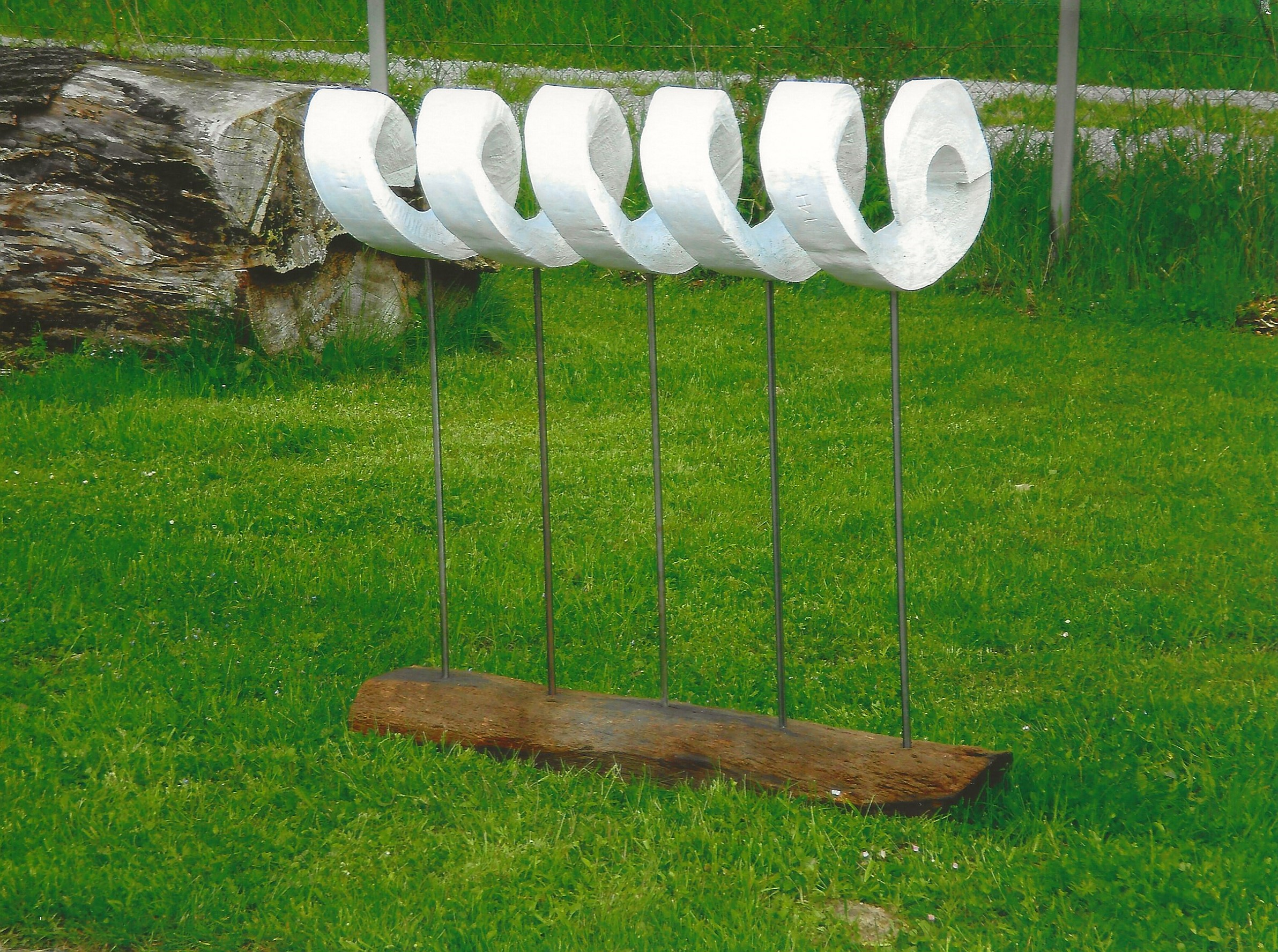
Holzspirale
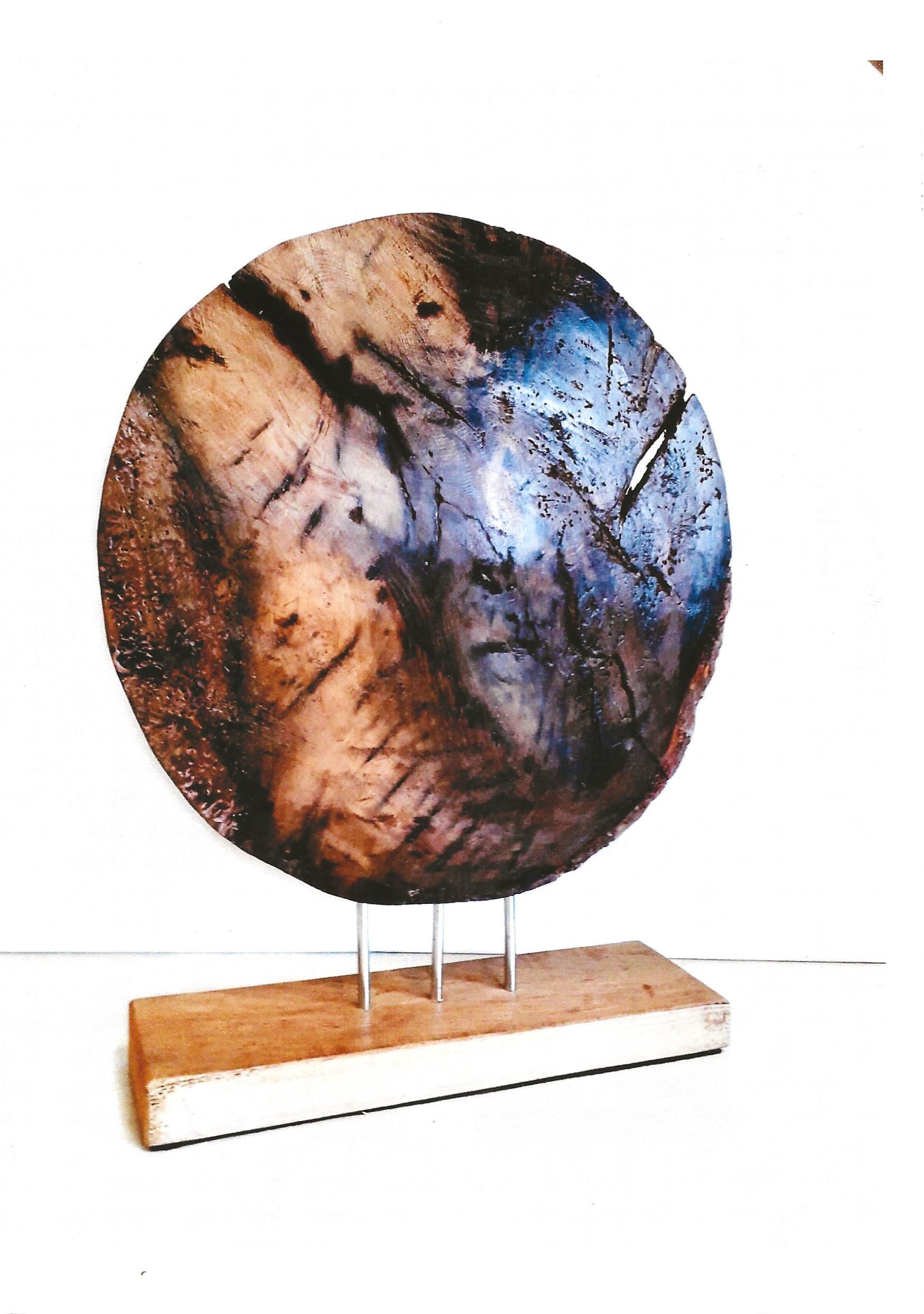
Scheibe auf drei Stützen
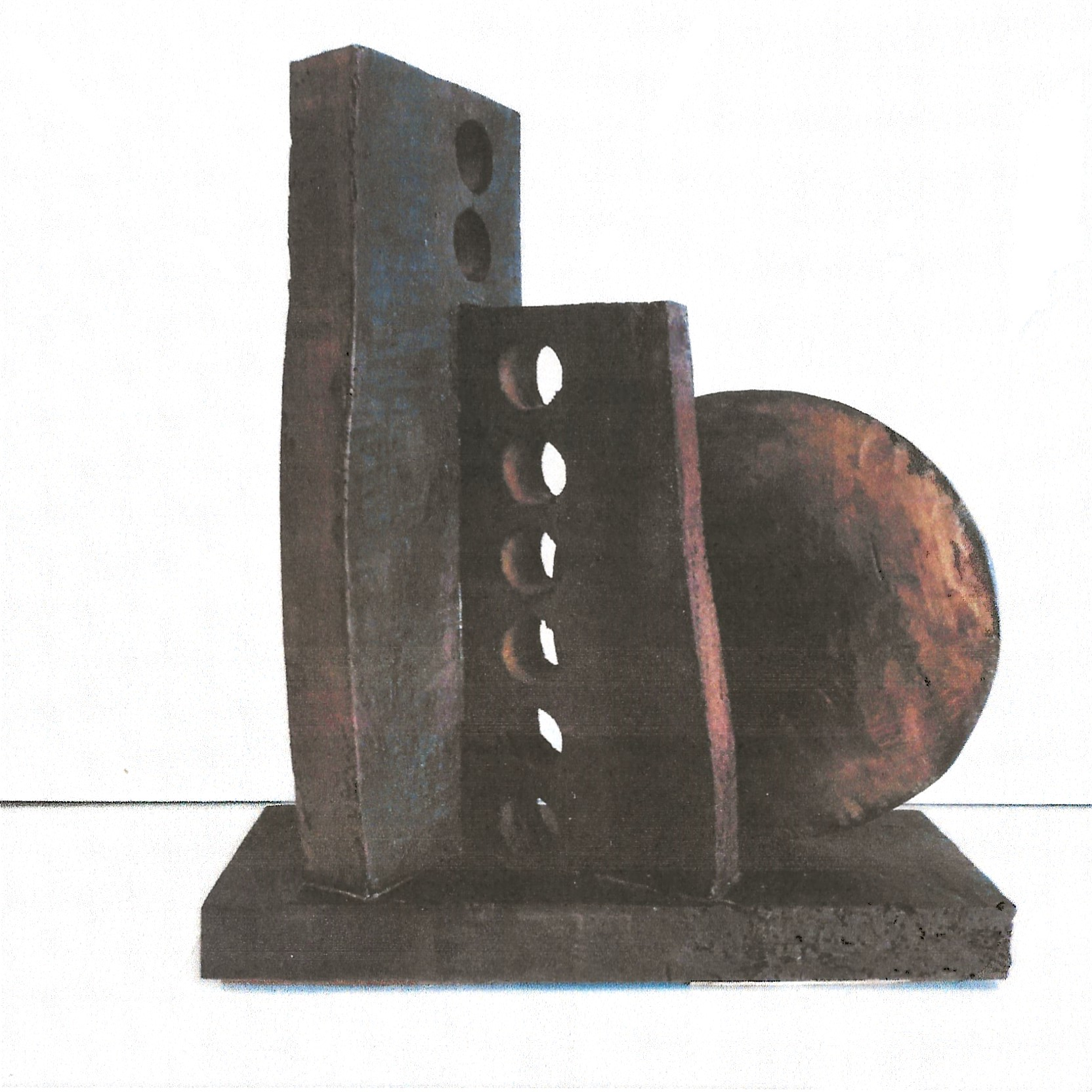
Scheibe mit zwei Stützen

Zeichnungen
- 1985 Aktstudie, männliche Akt sitzend, aquarelliert, Karton A3
- 1987 Aktstudie, männlicher Akt, Kohle, Rötel, Kreide auf A2
- 1983 Aktstudie Jörn, Rückenakt, Bleistift, Format A3
- 1986 Pinselzeichnung, Paar-1986, Tempera auf Papier, 100 × 150 cm

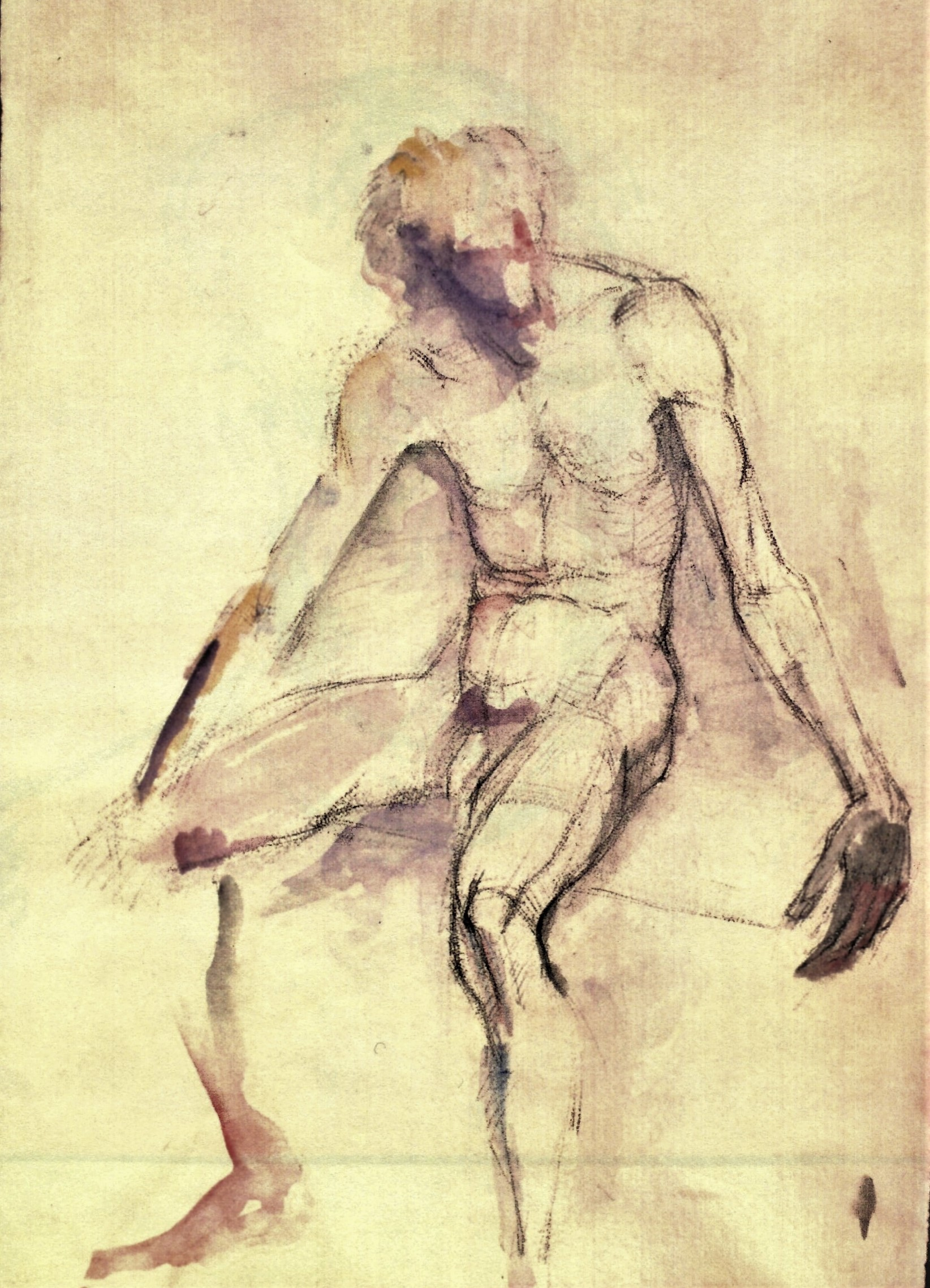
Sitzend männlicher Akt
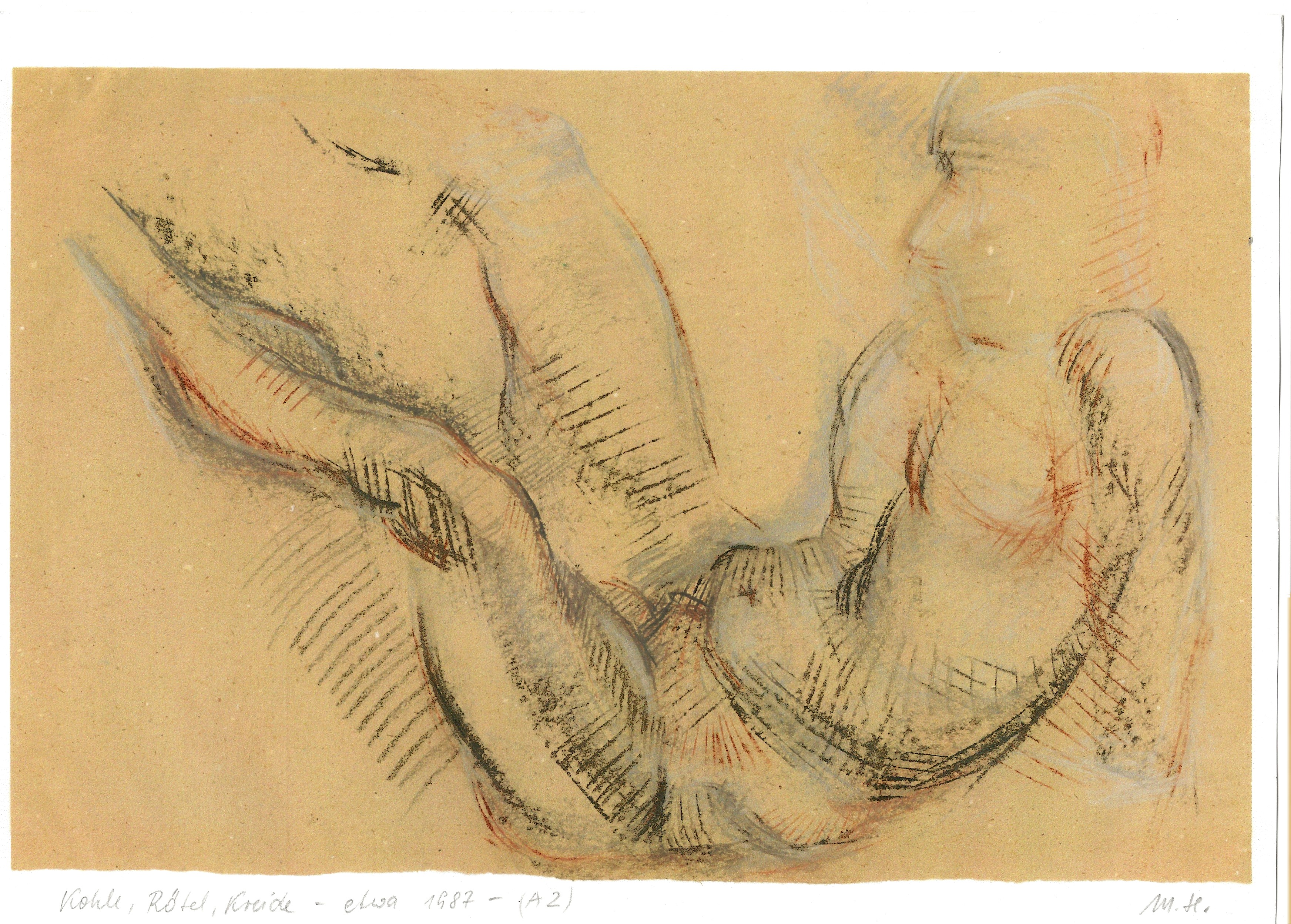
Männliche Akt, Kohle und Rötel
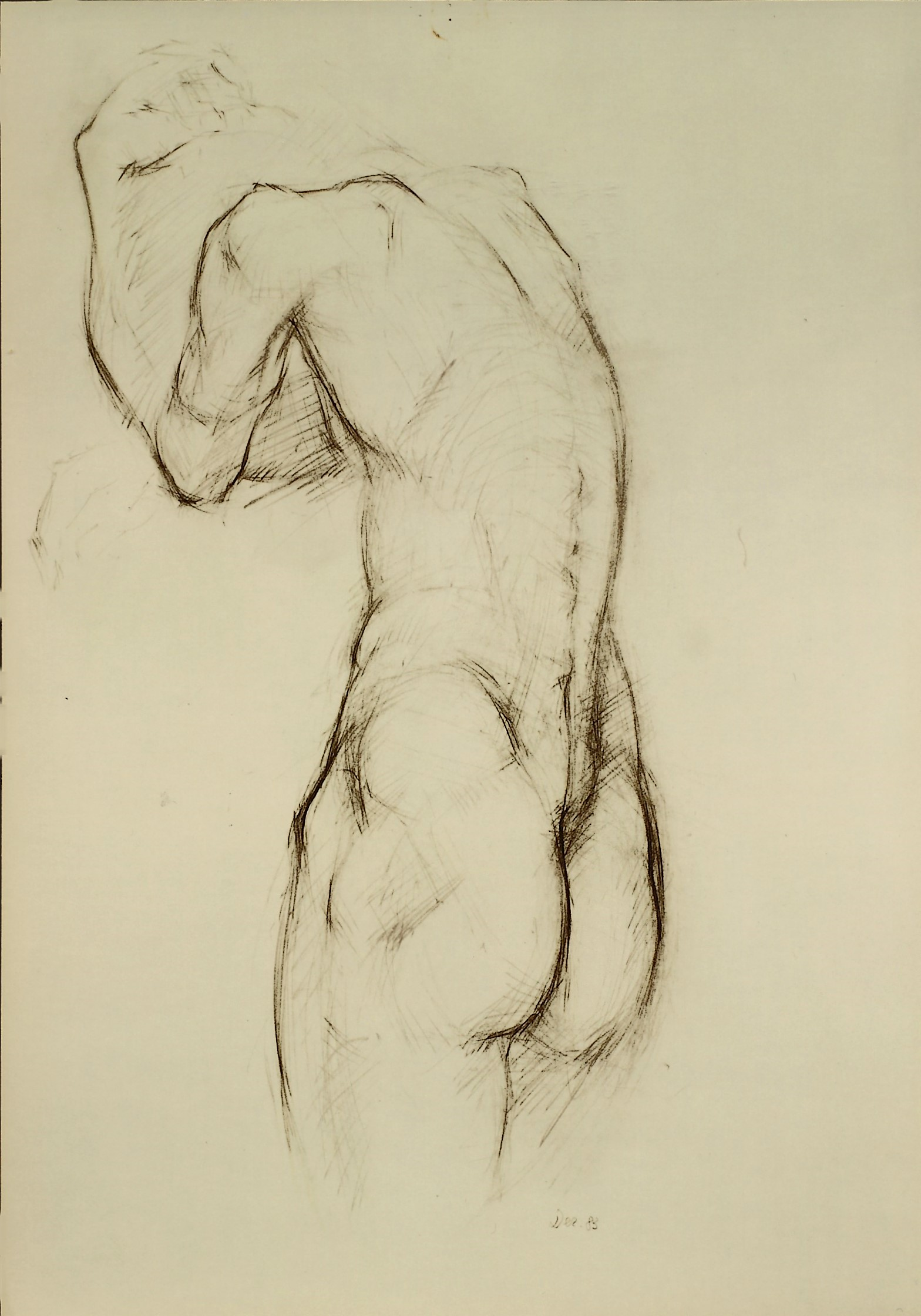
Jörn, Rückenakt
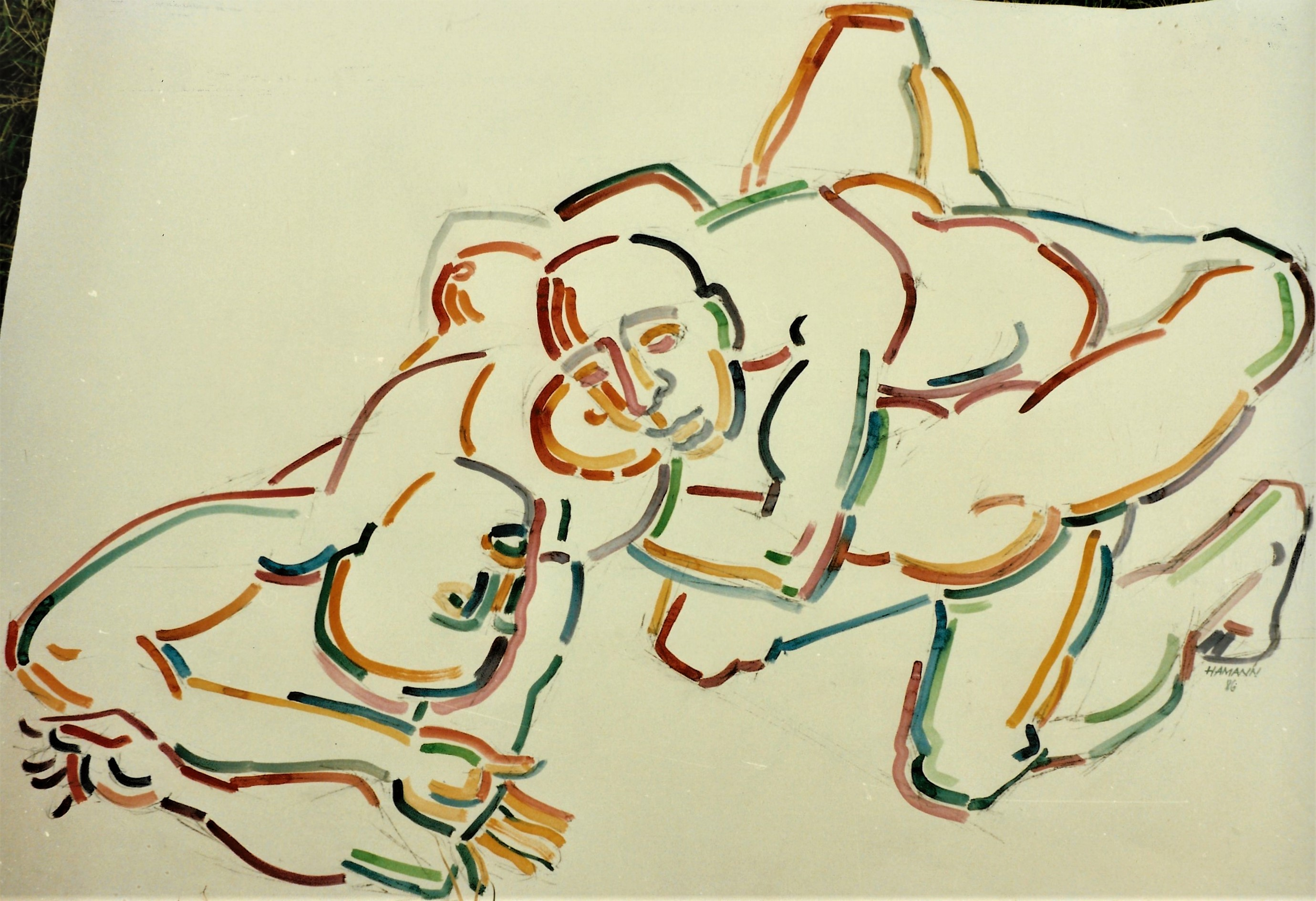
Paar-1986, Pinselzeichnung

## Stipendien
- Italien (Villa Serpentara in Olevano Romano)
- Greifswald, Elbsandsteingebirge, Kiel
- Polen (Orbusko)
- Bulgarien (Triavna)
- Armenien (Jerevan)
- Sowjetunion (Moskau, Leningrad)
- Montenegro (Danilovgrad)
- Norwegen (Trondheim)

## Ausstellungen (unvollständig)

### Teilnahme an weiteren zentralen und wichtigen regionalen Ausstellungen in der DDR
- 1982: Berlin, Treptower Park („Plastik und Blumen“)
- 1983/1984: Magdeburg, Museum Kloster Unser Lieben Frauen („Junge Bildhauer der DDR“)

### Weitere Ausstellungen
- Berlin
- Kiel
- Dänemark
- Italien
- Slowenien,
- Osnabrück

## Weblink
- easydb.archive